# Mąkolin
Mąkolin [pronunciación en polaco: /mɔŋˈkɔlin/] es un pueblo ubicado en el distrito administrativo de Gmina Bodzanów, dentro del Condado de Płock, Voivodato de Mazovia, en el este de Polonia central. Se encuentra aproximadamente a 26 kilómetros al este de Płock y a 71 kilómetros al noroeste de Varsovia.